# Isthmosporella
Isthmosporella is een monotypisch geslacht van schimmels behorend tot de familie Phaeosphaeriaceae. De typesoort is Isthmosporella pulchra.